# 銘
| ウィキペディアには「銘」という見出しの百科事典記事はありません（タイトルに「銘」を含むページの一覧/「銘」で始まるページの一覧）。 代わりにウィクショナリーのページ「銘」が役に立つかもしれません。 |